# Derris multiflora
Derris multiflora är en ärtväxtart som beskrevs av George Bentham. Derris multiflora ingår i släktet Derris och familjen ärtväxter. Inga underarter finns listade i Catalogue of Life.